# The Miracle Club
The Miracle Club är en irländsk-brittisk drama- och komedifilm från 2023, i regi av Thaddeus O'Sullivan och efter manus av Joshua D. Maurer, Timothy Prager och Jimmy Smallhorne.
Filmen hade biopremiär i Sverige den 20 oktober 2023, utgiven av Scanbox Entertainment.

## Handling
Filmen utspelar sig på Irland under 1960-talet och kretsar kring de tre vännerna Lily, Eileen och Dolly. De får chansen att resa till franska Lourdes, där alla hoppas på att få uppleva personliga mirakel.

## Rollista (i urval)
- Laura Linney – Chrissie Ahearn
- Kathy Bates – Eileen Dunne
- Maggie Smith – Lily Fox
- Stephen Rea – Frank Dunne
- Agnes O'Casey – Dolly Hennessy
- Mark McKenna – George Hennessy
- Niall Buggy – Tommy Fox
- Hazel Doupe – Cathy Dunne
- Brenda Fricker – Maureen Ahearn (röst)